# Amiota barretti
Amiota barretti este o specie de muște din genul Amiota, familia Drosophilidae. A fost descrisă pentru prima dată de Johnson în anul 1921. Conform Catalogue of Life specia Amiota barretti nu are subspecii cunoscute.